# Qualifications au championnat d'Europe féminin de basket-ball 2023
Navigation
Qualifications 2021 Qualifications 2025
Pour participer au championnat d'Europe féminin de basket-ball 2023 qui a lieu en Israël et en Slovénie, un tournoi de qualification est ouvert à 38 équipes non encore qualifiées et se tient du 11 novembre 2021 au 12 février 2023.
Ces 38 nations tenteront de décrocher les 14 places qualificatives pour le tournoi final.
Les deux pays organisateurs du championnat d’Europe, Israël et la Slovénie, sont qualifiés d’office mais disputeront tout de même le tournoi de qualification.
Le 17 octobre 2022, la FIBA décide d'exclure la Russie et la Biélorussie du tournoi de qualification en raison de l'invasion de l'Ukraine par la Russie ; Les résultats des deux équipes dans leurs groupes respectifs seront déclarés nuls et non avenus conformément au règlement en vigueur.

## Chapeaux
Le tirage au sort s’est tenu le 20 août 2021, selon le rang des nations au classement mondial de la FIBA.
| Nation   | Pos |
| -------- | --- |
| Espagne  | 2   |
| France   | 3   |
| Belgique | 6   |
| Serbie   | 9   |
| Turquie  | 10  |

| Nation      | Pos |
| ----------- | --- |
| Biélorussie | 11  |
| Russie      | 12  |
| Italie      | 13  |
| Grèce       | 15  |
| Suède       | 18  |

| Nation          | Pos |
| --------------- | --- |
| Monténégro      | 20  |
| Grande-Bretagne | 21  |
| Tchéquie        | 22  |
| Slovaquie       | 23  |
| Lettonie        | 24  |

| Nation             | Pos |
| ------------------ | --- |
| Slovénie           | 25  |
| Ukraine            | 26  |
| Bosnie-Herzégovine | 27  |
| Hongrie            | 28  |
| Croatie            | 29  |

| Nation    | Pos |
| --------- | --- |
| Lituanie  | 33  |
| Pologne   | 39  |
| Allemagne | 40  |
| Bulgarie  | 45  |
| Roumanie  | 47  |

| Nation     | Pos |
| ---------- | --- |
| Pays-Bas   | 49  |
| Israël     | 50  |
| Portugal   | 52  |
| Luxembourg | 56  |
| Danemark   | 57  |

| Nation   | Pos |
| -------- | --- |
| Suisse   | 58  |
| Irlande  | 60  |
| Autriche | 61  |
| Estonie  | 62  |

| Nation            | Pos |
| ----------------- | --- |
| Finlande          | 64  |
| Islande           | 68  |
| Macédoine du Nord | 79  |
| Albanie           | 102 |

## Groupes
Les équipes classées premières de leur groupe se qualifieront pour le championnat d’Europe, ainsi que les cinq meilleurs deuxièmes.
Le classement s’établit en fonction des critères suivants :
1. le nombre de points au classement ;
2. pour les équipes présentant le même nombre de points au classement : la différence de points (marqués et encaissés) lors de leurs confrontations ;
3. pour les équipes présentant le même nombre de points au classement : le nombre de points marqués lors de leurs confrontations ;
4. la différence de points (marqués et encaissés) sur l’ensemble des matches ;
5. le nombre de points marqués sur l’ensemble des matches.

- Nations directement qualifiées pour le championnat d’Europe féminin 2023
- Nations qualifiées en tant que meilleurs deuxièmes pour le championnat d’Europe féminin 2023
- Nations non qualifiées pour le championnat d’Europe féminin 2023

### Groupe A
| Rang | Équipe             | Pts | J | G | P | Pp  | Pc  | Diff |  | Résultats (dom.\ext.) |        |       |        |        |
| ---- | ------------------ | --- | - | - | - | --- | --- | ---- |  | --------------------- | ------ | ----- | ------ | ------ |
| 1    | Belgique           | 11  | 6 | 5 | 1 | 548 | 330 | 218  |  | Belgique              |        | 84-55 | 100-60 | 112-41 |
| 2    | Allemagne          | 10  | 6 | 4 | 2 | 432 | 360 | 72   |  | Allemagne             | 44-69  |       | 97-58  | 73-41  |
| 3    | Bosnie-Herzégovine | 8   | 6 | 2 | 4 | 412 | 502 | -90  |  | Bosnie-Herzégovine    | 87-81  | 61-92 |        | 66-68  |
| 4    | Macédoine du Nord  | 7   | 6 | 1 | 5 | 304 | 504 | -200 |  | Macédoine du Nord     | 43-102 | 47-71 | 64-80  |        |

### Groupe B
| Rang | Équipe   | Pts | J | G | P | Pp  | Pc  | Diff |  | Résultats (dom.\ext.) |       |        |       |        |
| ---- | -------- | --- | - | - | - | --- | --- | ---- |  | --------------------- | ----- | ------ | ----- | ------ |
| 1    | France   | 11  | 4 | 5 | 1 | 531 | 432 | 99   |  | France                |       | 109-88 | 83-56 | 103-77 |
| 3    | Ukraine  | 10  | 4 | 4 | 2 | 462 | 456 | 6    |  | Ukraine               | 90-71 |        | 71-65 | 69-59  |
| 2    | Lituanie | 9   | 4 | 3 | 3 | 411 | 414 | -3   |  | Lituanie              | 75-83 | 81-62  |       | 74-59  |
| 4    | Finlande | 6   | 4 | 0 | 6 | 368 | 470 | -102 |  | Finlande              | 46-82 | 71-77  | 56-65 |        |

### Groupe C
| Rang | Équipe   | Pts | J | G | P | Pp  | Pc  | Diff |  | Résultats (dom.\ext.) |       |        |        |        |
| ---- | -------- | --- | - | - | - | --- | --- | ---- |  | --------------------- | ----- | ------ | ------ | ------ |
| 1    | Espagne  | 12  | 6 | 6 | 0 | 533 | 300 | 233  |  | Espagne               |       | 77-66  | 120-54 | 107-52 |
| 2    | Hongrie  | 10  | 6 | 4 | 2 | 505 | 348 | 157  |  | Hongrie               | 62-66 |        | 89-49  | 74-58  |
| 3    | Islande  | 7   | 6 | 1 | 5 | 322 | 535 | -213 |  | Islande               | 34-88 | 58-115 |        | 65-59  |
| 4    | Roumanie | 7   | 6 | 1 | 5 | 305 | 482 | -177 |  | Roumanie              | 32-75 | 40-99  | 65-59  |        |

### Groupe D
| Rang | Équipe   | Pts | J | G | P | Pp  | Pc  | Diff |  | Résultats (dom.\ext.) |       |        |        |        |
| ---- | -------- | --- | - | - | - | --- | --- | ---- |  | --------------------- | ----- | ------ | ------ | ------ |
| 1    | Turquie  | 11  | 6 | 5 | 1 | 520 | 345 | 175  |  | Turquie               |       | 52-41  | 80-74  | 140-44 |
| 2    | Pologne  | 10  | 6 | 4 | 2 | 514 | 329 | 185  |  | Pologne               | 76-72 |        | 71-78  | 125-19 |
| 3    | Slovénie | 9   | 6 | 3 | 3 | 523 | 374 | 149  |  | Slovénie              | 62-78 | 58-65  |        | 124-52 |
| 4    | Albanie  | 6   | 6 | 0 | 6 | 241 | 750 | -509 |  | Albanie               | 48-98 | 28-127 | 28-127 |        |

1. 1 2  Qualifié en tant que co-organisateur du championnat d’Europe 2023.

### Groupe E
| Rang | Équipe   | Pts | J | G | P | Pp  | Pc  | Diff |  | Résultats (dom.\ext.) |        |       |       |
| ---- | -------- | --- | - | - | - | --- | --- | ---- |  | --------------------- | ------ | ----- | ----- |
| 1    | Serbie   | 8   | 4 | 4 | 0 | 350 | 250 | 100  |  | Serbie                |        | 85-57 | 79-51 |
| 2    | Croatie  | 6   | 4 | 2 | 2 | 300 | 316 | -16  |  | Croatie               | 66-84  |       | 93-74 |
| 3    | Bulgarie | 4   | 4 | 0 | 4 | 274 | 358 | -84  |  | Bulgarie              | 76-102 | 73-84 |       |

### Groupe F
| Rang | Équipe     | Pts | J | G | P | Pp  | Pc  | Diff |  | Résultats (dom.\ext.) |       |        |       |        |
| ---- | ---------- | --- | - | - | - | --- | --- | ---- |  | --------------------- | ----- | ------ | ----- | ------ |
| 1    | Monténégro | 7   | 4 | 3 | 1 | 283 | 252 | 31   |  | Monténégro            |       | 81-84  | 65-48 | 64-85- |
| 2    | Danemark   | 6   | 4 | 2 | 2 | 289 | 262 | 27   |  | Danemark              | 60-67 |        | 82-48 |        |
| 3    | Autriche   | 5   | 4 | 1 | 3 | 222 | 280 | -58  |  | Autriche              | 60-70 | 66-63  |       |        |
| 4    | Russie     | 0   | 0 | 0 | 0 | 0   | 0   |      |  | Russie                |       | 77-57- |       |        |

### Groupe G
| Rang | Équipe          | Pts | J | G | P | Pp  | Pc  | Diff |  | Résultats (dom.\ext.) |       |       |       |        |
| ---- | --------------- | --- | - | - | - | --- | --- | ---- |  | --------------------- | ----- | ----- | ----- | ------ |
| 1    | Grèce           | 11  | 6 | 5 | 1 | 422 | 380 | 42   |  | Grèce                 |       | 72-65 | 64-57 | 86-61  |
| 2    | Grande-Bretagne | 9   | 6 | 3 | 3 | 454 | 379 | 75   |  | Grande-Bretagne       | 66-73 |       | 78-48 | 100-45 |
| 3    | Portugal        | 9   | 6 | 3 | 3 | 378 | 373 | 5    |  | Portugal              | 66-60 | 69-76 |       | 62-43  |
| 4    | Estonie         | 7   | 6 | 1 | 5 | 338 | 460 | -122 |  | Estonie               | 65-67 | 72-69 | 52-76 |        |

### Groupe H
| Rang | Équipe     | Pts | J | G | P  | Pp  | Pc  | Diff |  | Résultats (dom.\ext.) |        |       |       |        |
| ---- | ---------- | --- | - | - | -- | --- | --- | ---- |  | --------------------- | ------ | ----- | ----- | ------ |
| 1    | Italie     | 12  | 6 | 6 | 0  | 498 | 317 | 181  |  | Italie                |        | 81-60 | 78-29 | 82-48  |
| 2    | Slovaquie  | 10  | 6 | 2 | 3  | 460 | 366 | 94   |  | Slovaquie             | 66-69  |       | 78-50 | 114-59 |
| 3    | Suisse     | 7   | 6 | 1 | 15 | 350 | 483 | -133 |  | Suisse                | 63-79  | 50-65 |       | 43-81  |
| 4    | Luxembourg | 7   | 6 | 1 | 5  | 293 | 435 | -142 |  | Luxembourg            | 51-109 | 57-77 | 54-58 |        |

### Groupe I
| Rang | Équipe      | Pts | J | G | P | Pp  | Pc  | Diff |  | Résultats (dom.\ext.) |        |       |       |         |
| ---- | ----------- | --- | - | - | - | --- | --- | ---- |  | --------------------- | ------ | ----- | ----- | ------- |
| 1    | Pays-Bas    | 8   | 4 | 4 | 0 | 284 | 226 | 58   |  | Pays-Bas              |        | 66-71 | 82-60 |         |
| 2    | Tchéquie    | 6   | 4 | 2 | 2 | 256 | 256 | 0    |  | Tchéquie              | 69-49  |       | 74-57 | 60-66 - |
| 3    | Irlande     | 4   | 4 | 0 | 4 | 227 | 285 | -58  |  | Irlande               | 56-59  | 54-70 |       |         |
| 4    | Biélorussie | 0   | 0 | 0 | 0 | 0   | 0   |      |  | Biélorussie           | 77-57- |       |       |         |

### Groupe J
| Rang | Équipe   | Pts | J | G | P | Pp  | Pc  | Diff |  | Résultats (dom.\ext.) |       |       |       |
| ---- | -------- | --- | - | - | - | --- | --- | ---- |  | --------------------- | ----- | ----- | ----- |
| 1    | Lettonie | 8   | 4 | 4 | 0 | 301 | 264 | 37   |  | Lettonie              |       | 79-73 | 89-70 |
| 2    | Israël   | 6   | 4 | 2 | 2 | 275 | 266 | 9    |  | Israël                | 56-62 |       | 71-57 |
| 3    | Suède    | 4   | 4 | 0 | 4 | 260 | 306 | -46  |  | Suède                 | 65-71 | 68-75 |       |

1. ↑  Qualifié en tant que co-organisateur du championnat d’Europe 2023.

### Classement des meilleurs deuxièmes
Les quatre meilleures nations classées deuxièmes de leur groupe sont qualifiées pour le tournoi final.
Si l’un des deux ou les deux co-organisateurs sont à des places qualificatives (premiers ou meilleurs deuxièmes), l’équipe ou les deux équipes suivantes se qualifient. Ce sera le cas d'Israël dans le groupe J.
Comme huit groupes sont composés de quatre équipes mais deux autres (les groupes E et J) de seulement trois équipes, les résultats des rencontres contre les équipes classées quatrièmes dans les groupes de quatre équipes ne seront pas pris en compte. Ainsi, toutes les équipes classées deuxièmes seront départagées sur la même base de 4 rencontres disputées.
À la suite de l'exclusion de la Russie et de la Biélorussie, les groupes F et I ne sont pas inclus dans ce classement.
Les nations seront ensuite départagées en fonction des critères suivants :
1. le nombre de points au classement ;
2. la différence de points (marqués et encaissés) ;
3. le nombre de points marqués.

| Rang | Équipe                      | Pts | J | G | P | Pp  | Pc  | Diff |
| ---- | --------------------------- | --- | - | - | - | --- | --- | ---- |
| 1    | Hongrie (#Groupe C)         | 6   | 4 | 2 | 2 | 332 | 250 | 82   |
| 2    | Slovaquie (#Groupe H)       | 6   | 4 | 2 | 2 | 317 | 266 | 51   |
| 3    | Grande-Bretagne (#Groupe G) | 6   | 4 | 2 | 2 | 285 | 262 | 23   |
| 4    | Allemagne (#Groupe A)       | 6   | 4 | 2 | 2 | 288 | 272 | 16   |
| 5    | Pologne (#Groupe D)         | 6   | 4 | 2 | 2 | 253 | 260 | -7   |
| 6    | Ukraine (#Groupe B)         | 6   | 4 | 2 | 2 | 311 | 326 | -15  |
| 7    | Croatie (#Groupe E)         | 6   | 4 | 2 | 2 | 300 | 316 | -16  |

- Nations qualifiées en tant que meilleurs deuxièmes pour le championnat d’Europe féminin 2023
- Nations non qualifiées pour le championnat d’Europe féminin 2023

## Nations qualifiées
| Nation          | Qualifiée comme       | Date de qualification | Dernière apparition | Meilleure performance en championnat d’Europe | Classement FIBA |
| --------------- | --------------------- | --------------------- | ------------------- | --------------------------------------------- | --------------- |
| Slovénie        | Pays organisateur     | 11 juin 2021          | 2021                | 10e place (2019, 2021)                        | 19e             |
| Israël          | Pays organisateur     | 11 juin 2021          | 2011                | 8e place (1991)                               | 54e             |
| Espagne         | Vainqueur du groupe C | 27 novembre 2022      | 2021                | Champions (1993, 2013, 2017, 2019)            | 4e              |
| Italie          | Vainqueur du groupe H | 27 novembre 2022      | 2021                | Champions (1938)                              | 16e             |
| Lettonie        | Vainqueur du groupe J | 27 novembre 2022      | 2019                | 4e place (2007)                               | 24e             |
| Belgique        | Vainqueur du groupe A | 9 février 2023        | 2021                | 3e place (2017, 2021)                         | 7e              |
| France          | Vainqueur du groupe B | 9 février 2023        | 2021                | Champions (2001, 2009)                        | 6e              |
| Turquie         | Vainqueur du groupe D | 9 février 2023        | 2021                | Vice-champions (2011)                         | 11e             |
| Serbie          | Vainqueur du groupe E | 9 février 2023        | 2021                | Champions (2015, 2021)                        | 8e              |
| Monténégro      | Vainqueur du groupe F | 9 février 2023        | 2021                | 6e place (2011)                               | 20e             |
| Grèce           | Vainqueur du groupe G | 9 février 2023        | 2021                | 4e place (2017)                               | 17e             |
| Hongrie         | Meilleurs deuxièmes   | 12 février 2023       | 2019                | Vice-champions (1950, 1956)                   | 27e             |
| Grande-Bretagne | Meilleurs deuxièmes   | 12 février 2023       | 2019                | 4e place (2019)                               | 21e             |
| Tchéquie        | Vainqueur du groupe I | 12 février 2023       | 2021                | 4e place (2017)                               | 22e             |
| Slovaquie       | Meilleurs deuxièmes   | 12 février 2023       | 2021                | Vice-champions (1997)                         | 23e             |
| Allemagne       | Meilleurs deuxièmes   | 12 février 2023       | 2011                | 3e place (1966, 1997)                         | 37e             |